# Stazione di Gohyakugawa
La stazione di Gohyakugawa (五百川駅?, Gohyakugawa-eki) è una stazione ferroviaria situata della città di Motomiya, nella prefettura di Fukushima, ed è servita dalla linea principale Tōhoku regionale della JR East.

## Servizi ferroviari
East Japan Railway Company
■ Linea principale Tōhoku (servizi regionali)

## Struttura
La stazione è dotata di due marciapiedi laterali con due binari passanti in superficie, collegati da un sovrappassaggio.
| 1 | ■ Linea principale Tōhoku | per Kōriyama, Shirakawa e Kuroiso |
| 3 | ■ Linea principale Tōhoku | per Fukushima, Shiroishi e Sendai |

## Stazioni adiacenti
| «                       | Servizio                | »                       |
| Linea principale Tōhoku | Linea principale Tōhoku | Linea principale Tōhoku |
| ----------------------- | ----------------------- | ----------------------- |
| Hiwada                  | -                       | Motomiya                |